# Armadio

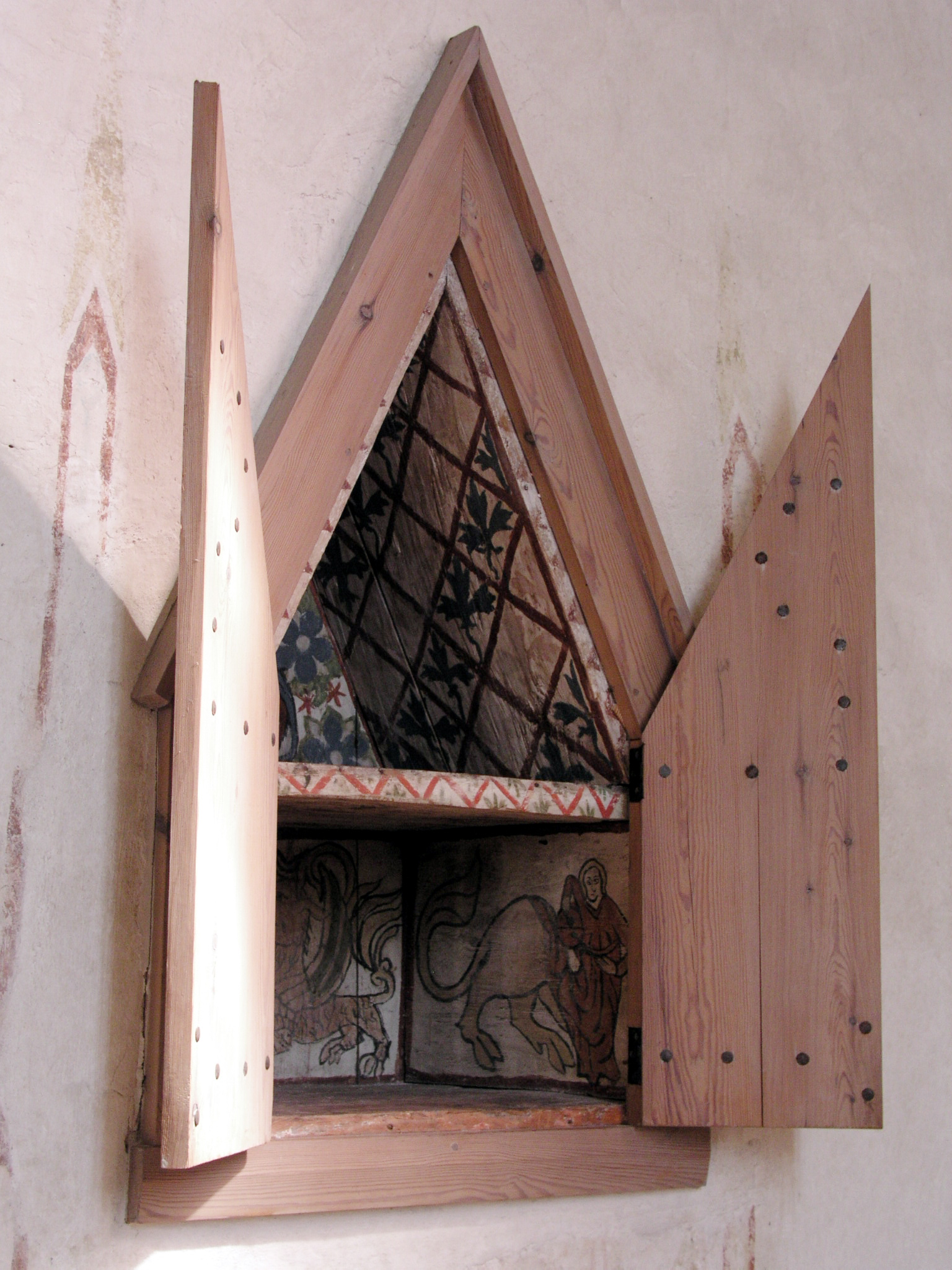
Armadio a muro nella chiesa di Garde, sull'isola di Gotland, in Svezia.

L'armadio, o guardaroba, è un mobile a ripiani, munito di ante e spesso di cassetti, chiuso da uno o più sportelli, usato per riporvi soprattutto vestiti ma anche altri oggetti, come ad esempio giubbotti .

## Storia

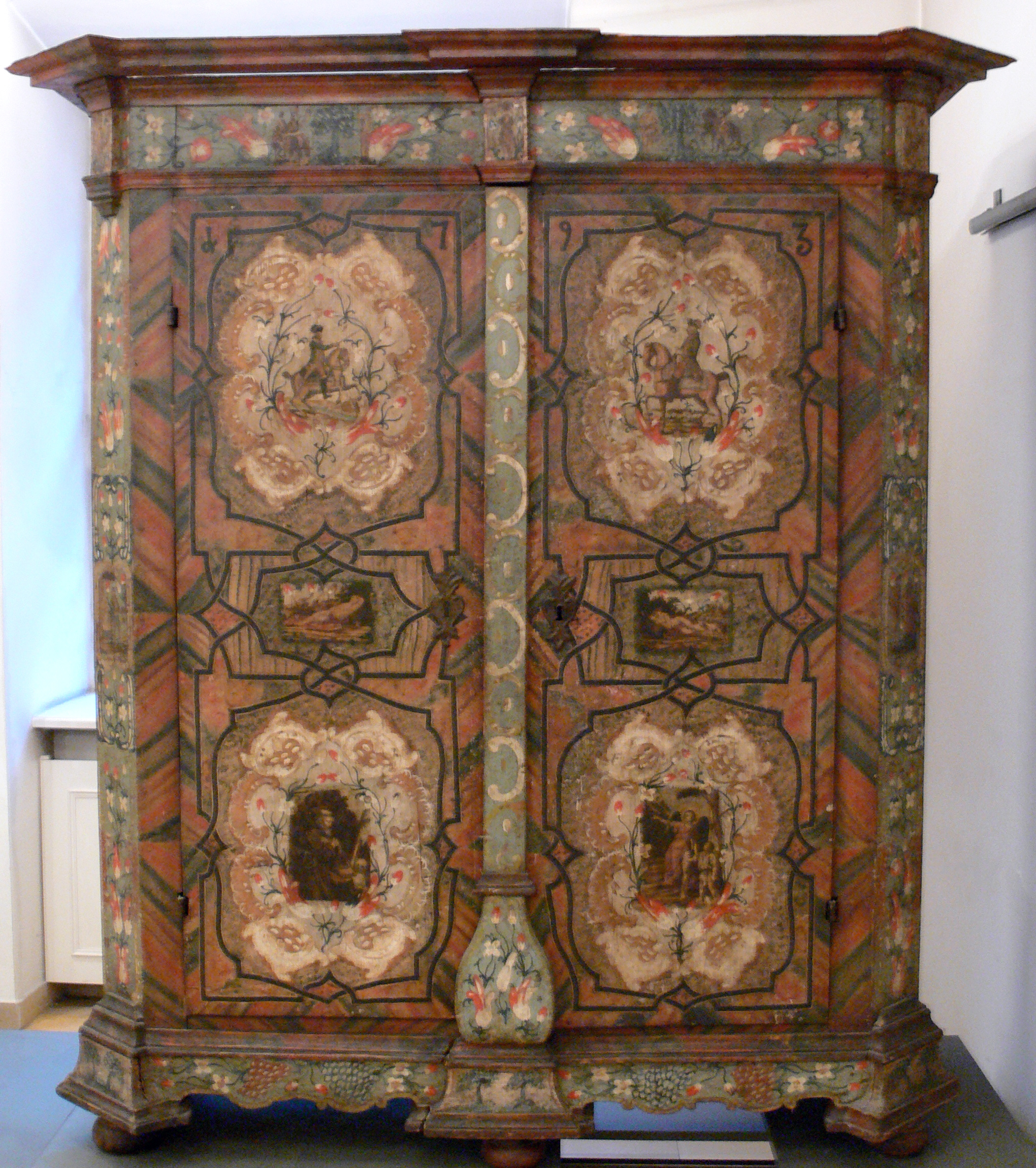
Armadio austriaco della seconda metà del Settecento.

L'armadio a sportelli era già utilizzato in età ellenistica e fu adottato più tardi dai Romani che, da arma, coniarono il termine armàrium: luogo per tenere le armi, anche se non è possibile dedurne categoricamente che in origine servisse unicamente a questo scopo perché già allora vi si riponevano anche rotoli di papiro e codici. Passato qualche secolo dopo nel volgare come armario, di solito era scavato nei muri o nella roccia ed era ben sprangato; come arredo fu usato nei monasteri e nelle chiese dell'Europa alto-medievale. Nel XIV secolo compaiono gli armadi veri e propri, con apertura a due ante, dei quali nella cappella di Santa Maria all'Arena a Padova si conserva un esemplare in stile gotico. Nel Rinascimento diverranno sempre più diffusi in tutte le classi sociali e verranno impreziositi da ricchi intarsi sui due battenti, oltre ad accogliere i motivi ornamentali dell'architettura del tempo.
Nel Cinquecento il mobile assumerà definitivamente l'aspetto verticale atto a contenere libri e carte di un mercante o di uno studioso, e circa cento anni dopo gli verrà aggiunta una cimasa intagliata, e la falegnameria si distaccherà dalla architettura realizzando così prodotti dalle forme autonome (che influirà moltissimo sullo stile del XVIII secolo, caratterizzato dalla famosa linea "mossa" settecentesca), oltre a varie decorazioni nei diversi paesi d'Europa. In Germania e nei Paesi Bassi acquisirà un aspetto imponente e la facciata verrà arricchita da pannelli scolpiti "a punta di diamante", mentre in Francia sarà abbellito da applicazioni ed ornamenti metallici.
Dopo il periodo dell'Impero, durante il quale venne ripristinata la sagoma rettilinea, per tutto l'Ottocento rimarrà diffuso l'armadio rinascimentale, mentre al giorno d'oggi si tende a sostituire questo stile ad uno con una linea più semplificata e modulare, meno appariscente e più funzionale.

## Descrizione
Ne esistono di diversi tipi: l'armadio a specchio, che ha come anta uno specchio; quello a tre luci, con tre ante a specchio; quello cosiddetto farmaceutico, contenente medicine e materiale di medicazione. L'armadio a muro è ricavato da un vano nel muro incassato nella parete; quello definito frigorifero è una grande cella frigorifera usata per contenere alimenti, al cui interno la temperatura è mantenuta con serpentine a parete, dentro le quali circola una soluzione salina con un basso punto di congelamento, chiamata salamoia, tenuta a temperatura costante da un impianto frigorifero.

## Altri significati
L'armadio elettrico è una costruzione metallica che contiene apparecchiature elettriche e i loro collegamenti. La differenza con il quadro elettrico è dovuta al fatto che di solito non consente il comando dall'esterno e perché ha funzioni prevalentemente protettive.
L'armadio telefonico (conosciuto anche come testarmadio) è anch'esso una struttura di metallo che contiene i terminali elettrici sia delle linee telefoniche di distribuzione di un caseggiato, sia quelli dei cavi di raccordo verso la centrale telefonica connessi fra loro da punti di saldatura o "ponticelli" metallici di giunzione.
"Armadio" indica anche un individuo particolarmente forte o robusto, che abbia esperienza nel bodybuilding o in altre forme di allenamenti intensivi simili, oltre che a essere generalmente molto forte fisicamente. Nei film e nelle opere di finzione in generale gli scagnozzi dei malvagi di turno sono rappresentati in questo modo. Esempio di "armadio" può essere un buttafuori o un praticante di pugilato.